# Regiomontanus-Sternwarte

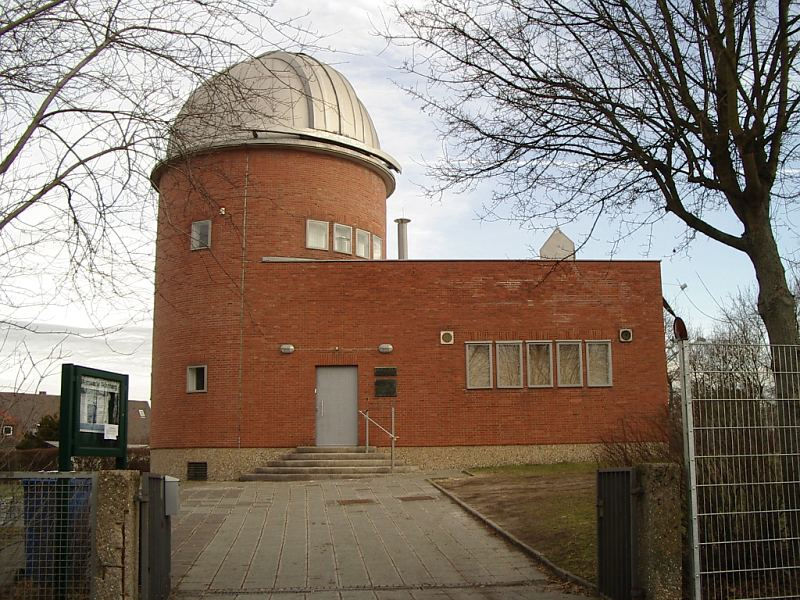
Ansicht von Westen (2004)

Die Regiomontanus-Sternwarte Nürnberg ist eine Volkssternwarte und dient primär der astronomischen Volksbildung. Sie befindet sich auf dem Rechenberg im Stadtteil St. Jobst. Sie steht dort auf einer der höheren Erhebungen des Nürnberger Stadtgebietes (etwa 338 m ü. NN).
Alle Veranstaltungen auf der Sternwarte werden von der Nürnberger Astronomischen Arbeitsgemeinschaft (NAA) in ehrenamtlicher Tätigkeit durchgeführt.
Zum ganzjährigen Angebotsspektrum gehören Vorträge, Vereinsabende der NAA, Führungen mit Fernrohrbeobachtungen sowie zahlreiche Sonderveranstaltungen.

## Geschichte
Bereits im 15. Jahrhundert beobachtete der Gelehrte Johannes Müller, genannt Regiomontanus, nach dem lateinischen Namen seines Herkunftsorts Königsberg in Bayern, von Nürnberg aus den Sternenhimmel. Dies kann als die erste Nürnberger Sternwarte betrachtet werden. Ansonsten steht diese kleine private Beobachtungsstation in keinem Zusammenhang mit der heutigen Sternwarte – bis auf deren Namen zu Ehren Regiomontanus'.
Zwischen 1678 und 1757 existierte in Nürnberg die Eimmart-Sternwarte auf der Vestnertorbastei der Nürnberger Burg.
Seit 1931 befindet sich die heutige Sternwarte auf dem Rechenberg. Sie wurde von dem Architekten Paul Seegy geplant und steht heute unter Denkmalschutz. Nach dem Zweiten Weltkrieg durch die plündernde Bevölkerung schwer beschädigt und danach wieder instand gesetzt, gehört sie zu den festen kulturellen Institutionen Nürnbergs.
2004 wurde die Sternwarte auf Kosten der Nürnberger Rotary Clubs grundsaniert, wobei auch ein neues Hauptteleskop von 60 cm Öffnung und weitere neue technische Geräte angeschafft werden konnten. Ebenfalls wurde die Bibliothek erweitert. Bei dieser Gelegenheit wurde der Kleinplanet mit der IAU-Nummer 3825 mit dem Namen Nürnberg belegt.

## Heutige Einrichtung und Programm
Die Sternwarte Nürnberg verfügt über verschiedene Einrichtungen, um den Besuchern den Sternenhimmel näher zu bringen. Anhand von Modellen, Filmen und Computersimulationen werden die astronomischen und physikalischen Vorgänge im Universum erläutert. Im Vortragssaal finden jeden Monat Vorträge zu astronomischen Themen statt und auch zu den Führungen werden dort Diashows oder Filme gezeigt. Bei klarem Wetter können auf der Terrasse die unterschiedlichsten Himmelsobjekte durch mehrere Fernrohre beobachtet werden. Insgesamt stehen 25 Teleskope zur Verfügung. In der Kuppel steht das große Hauptteleskop der Sternwarte, das auch für Forschungszwecke verwendet wird. Mit mehr als 50 Veranstaltungen pro Jahr bietet die NAA auf der Regiomontanus-Sternwarte der Öffentlichkeit ein weit gefächertes und attraktives Programm an.
Am 26. April 2019 übergab die Nürnberger Astronomische Gesellschaft e. V. (NAG) (heute: Astronomische Gesellschaft in der Metropolregion Nürnberg e. V. (AGN)) das von ihr im Wesentlichen durch Unterstützung der Zukunftsstiftung der Sparkasse Nürnberg errichtete 3-m-Radioteleskop der Öffentlichkeit. In Anwesenheit des  bayerischen Ministerpräsidenten Markus Söder wurde das Teleskop auf den Namen Arno-Penzias-Radioteleskop „getauft“. Mit dieser Namenswahl wird sowohl an die herausragenden wissenschaftlichen Leistungen des  Nobelpreisträgers Arno Penzias (1933–2024) als auch an sein  in der Kindheit erlittenes persönliches Schicksal erinnert. Durch das Arno-Penzias-Radioteleskop wird das astronomische Bildungsangebot auf der Regiomontanus-Sternwarte deutlich erweitert.
Weitere astronomische Bildungsinstitutionen der Region im Umkreis Nürnbergs sind:
- das Nicolaus-Copernicus-Planetarium in Nürnberg am  Plärrer
- die Sternwarte Feuerstein 30 km nördlich
- die Astronomische Gesellschaft in der Metropolregion Nürnberg e. V. (AGN).